# Bäst
Bäst är ett samlingsalbum av den svenske artisten Olle Ljungström som släpptes 10 augusti 2001. CD 1 innehåller låtar ur hans fem första soloalbum Olle Ljungström (1993), Världens Räddaste Man (1994), Tack (1995), Det stora kalaset (1998), En apa som liknar dig (2000) samt bonusspåren Du sköna värld och Balladen om all kärleks lön, medan CD 2 innehåller olika B-sidor.

## Mottagande
Bäst mottog högsta betyg, 5/5, i Aftonbladet när den släpptes, och Ljungström kallades för "den felande länken mellan Ulf Lundell och Håkan Hellström." I Expressen fick samlingsskivan näst högsta betyg, 4/5.

## Låtlista

### CD 1
Alla låtar komponerade av Olle Ljungström och Heinz Liljedahl förutom Balladen om all kärleks lön av Cornelis Vreeswijk, Minns i november av Gösta Rybrant samt Nåt för dom som väntar och Jag och min far som Olle Ljungström komponerat egenhändigt.
1. "Överallt"
2. "Jag spelar vanlig"
3. "Norrländska präriens gudinna"
4. "Du sköna värld"
5. "Hur långt kan det gå?"
6. "Nåt för dom som väntar"
7. "En apa som liknar dig"
8. "Jag och min far"
9. "Som man bäddar"
10. "Tysk indian"
11. "Kaffe & en cigarett"
12. "Balladen om all kärleks lön"
13. "Vatten, sol och ängar"
14. "Som du"
15. "Du och jag"
16. "Sthlm, Sthlm"
17. "Det betyder ingenting"
18. "Minns i november"

### CD 2
Spår 2, 4, 6 och 9 är komponerade av Olle Ljungström, övriga spår är komponerade av Olle Ljungström och Heinz Liljedahl.
1. "Du är min"
2. "Bara du & jag"
3. "Jag ljuger"
4. "Du ligger under"
5. "Människor kan"
6. "Naken"
7. "Friheten"
8. "Vad händer med oss"
9. "Saker som jag samlat på"
10. "Psalm"

## Listplaceringar
| Lista (2001) | Topplacering |
| ------------ | ------------ |
| Sverige      | 10           |

### Fotnoter
1. ↑  "Femplus - Olle är helt enkelt bäst." Aftonbladet, 24 augusti 2001. Läst 16 maj 2019.
2. ↑  Expressen, 10 augusti 2001. Läst 12 april 2020.
3. ↑  ”Hitparad”. http://hitparad.se/showitem.asp?interpret=Olle+Ljungstr%F6m&titel=B%E4st&cat=a. Läst 26 januari 2013.